# Copa Lipton
La Copa Lipton o Copa de Caridad Lipton es un trofeo amistoso de fútbol, el más antiguo del Río de la Plata, que disputan Argentina y Uruguay. Hasta el presente se ha disputado en 29 oportunidades: la primera en 1905 y la última en 1992.

## Origen
La copa fue donada por Thomas Lipton, un magnate británico, nacido en Escocia (Reino Unido)  Gran empresario del té, para ser disputada entre los dos países ribereños del Río de la Plata, con la condición de que los equipos estuvieran integrados solo por jugadores nativos de cada país. Desde su origen y hasta 1917 la recaudación de los partidos era destinada a fines de caridad.

## Historia
La copa se disputó a partido único y, en caso de empate, quedó en poder del visitante. Desde 1905 hasta 1929 fue jugada regularmente todos los años, con pocas excepciones (1914, 1920, 1921, 1925, 1926). También, desde 1905 hasta 1917 se desarrolló siempre el 15 de agosto. Desde 1929 se jugó más esporádicamente, en algunas ocasiones por década. Las últimas dos se jugaron en 1976 y 1992.
De las veintinueve ediciones jugadas, Argentina la ganó en diecisiete oportunidades y Uruguay en doce. Actualmente la copa se encuentra en poder de la Asociación del Fútbol Argentino.

### Resultados
| Año  | Sede                    | Campeón   | Final Resultados | Perdedor  |
| ---- | ----------------------- | --------- | ---------------- | --------- |
| 1905 | Buenos Aires, Argentina | Uruguay   | 0–0 *            | Argentina |
| 1906 | Montevideo, Uruguay     | Argentina | 2–0              | Uruguay   |
| 1907 | Buenos Aires, Argentina | Argentina | 2–1              | Uruguay   |
| 1908 | Montevideo, Uruguay     | Argentina | 2–2 *            | Uruguay   |
| 1909 | Buenos Aires, Argentina | Argentina | 2–1              | Uruguay   |
| 1910 | Montevideo, Uruguay     | Uruguay   | 3–1              | Argentina |
| 1911 | Buenos Aires, Argentina | Uruguay   | 2–0              | Argentina |
| 1912 | Montevideo, Uruguay     | Uruguay   | 2–0              | Argentina |
| 1913 | Avellaneda, Argentina   | Argentina | 4–0              | Uruguay   |
| 1915 | Buenos Aires, Argentina | Argentina | 2–1              | Uruguay   |
| 1916 | Montevideo, Uruguay     | Argentina | 2–1              | Uruguay   |
| 1917 | Avellaneda, Argentina   | Argentina | 1–0              | Uruguay   |
| 1918 | Montevideo, Uruguay     | Argentina | 1–1 *            | Uruguay   |
| 1919 | Buenos Aires, Argentina | Uruguay   | 2–1              | Argentina |
| 1922 | Montevideo, Uruguay     | Uruguay   | 1–0              | Argentina |
| 1923 | Buenos Aires, Argentina | Uruguay   | 0–0 *            | Argentina |
| 1924 | Montevideo, Uruguay     | Uruguay   | 2–0              | Argentina |
| 1927 | Buenos Aires, Argentina | Uruguay   | 1–0              | Argentina |
| 1928 | Montevideo, Uruguay     | Argentina | 2–2 *            | Uruguay   |
| 1929 | Buenos Aires, Argentina | Uruguay   | 0–0 *            | Argentina |
| 1937 | Buenos Aires, Argentina | Argentina | 5–1              | Uruguay   |
| 1942 | Montevideo, Uruguay     | Argentina | 1–1 *            | Uruguay   |
| 1945 | Montevideo, Uruguay     | Argentina | 2–2 *            | Uruguay   |
| 1957 | Buenos Aires, Argentina | Uruguay   | 1–1 *            | Argentina |
| 1962 | Buenos Aires, Argentina | Argentina | 3–1              | Uruguay   |
| 1968 | Buenos Aires, Argentina | Argentina | 2–0              | Uruguay   |
| 1973 | Buenos Aires, Argentina | Uruguay   | 1–1 *            | Argentina |
| 1976 | Buenos Aires, Argentina | Argentina | 4–1              | Uruguay   |
| 1992 | Montevideo, Uruguay     | Argentina | 0–0 *            | Uruguay   |

(*): En caso de empate el equipo visitante se lleva el trofeo, de acuerdo con las reglas del torneo.

### Palmarés
| Selección | Campeón                                                                                                   |
| --------- | --- |
| Argentina | 17 (1906, 1907, 1908, 1909, 1913, 1915, 1916, 1917, 1918, 1928, 1937, 1942, 1945, 1962, 1968, 1976, 1992) |
| Uruguay   | 12 (1905, 1910, 1911, 1912, 1919, 1922, 1923, 1924, 1927, 1929, 1957, 1973)                               |

### Clasificación histórica
| Selección    | PJ | PG | PE | PP | GF | GC | Dif. | Puntos |
| ------------ | -- | -- | -- | -- | -- | -- | ---- | ------ |
| 1. Argentina | 29 | 11 | 11 | 7  | 41 | 30 | +11  | 33     |
| 2. Uruguay   | 29 | 7  | 11 | 11 | 30 | 41 | -11  | 25     |

- 2 puntos por victoria y un punto por empate.